# ثوب (الديس)
'

تعديل مصدري - تعديل

ثوب هي إحدى قرى عزلة الديس بمديرية الديس التابعة لمحافظة حضرموت، بلغ تعداد سكانها 109 نسمة حسب تعداد اليمن لعام 2004.